# Prionosciadium diversifolium
Prionosciadium diversifolium är en flockblommig växtart som beskrevs av Joseph Nelson Rose. Prionosciadium diversifolium ingår i släktet Prionosciadium och familjen flockblommiga växter. Inga underarter finns listade i Catalogue of Life.